# Catholic.by
Catholic.by — официальный портал Римско-католической церкви в Белоруссии. Помимо белорусской (основной), имеет еще 4 языковые версии — русскую, английскую, польскую и немецкую. При этом в различных языковых версиях портала доступны разные данные. 
В 2008 году на сайте появились блоги, среди авторов которых известный белорусский богослов и философ д. Пётр Рудковский O.P., священник Пинского диоцеза о. Андрей Рылька, а также Андрей Росинский.
29 сентября 2009 года был полностью переработан дизайн и структура сайта: вместо общей новостной ленты появилось три раздела: Беларусь, Ватикан и Иностранные дела. Доступ к фотоматериалам портала, а также к видеосервисам Ватикана, стал удобнее. Появилась интерактивная карта католических приходов Беларуси, где можно узнать время богослужений и контакты священников. 
В июле 2017 года был обновлён дизайн портала. Кроме того, вид и масштаб сайта стали автоматически адаптироваться под устройство, появились крупные иллюстрации к материалам, была усовершенствована функция поиска. Одновременно были изменены требования для материалов, написанных авторами-фрилансерами (два критерия: общецерковная значимость и уникальность событий). 
Индекс цитирования Яндекса — 1420. 

## Директора
- о. Александр Амельченя (2008-2010)
- о. Александр Улас (2010-2011)
- о. Юрий Мартинович (до 2016)[8]
- о. Кирилл Бардонов (2016-2018)
- о. Александр Улас (с 2018 г.)[9]